# Гребенські козаки
Гребенські козаки — на сучасній мові це "Горські Козаки", назва, яка збереглася за тими Козаками, які в XVI столітті прийшли на Нижній Терек з гір-гребній. 

## Історія
На думку Х.А. Акієва, появу вільних козацьких поселень на Тереку можна пояснити підкоренням царською Росією Казанського та Астраханського ханств. В Центральному державному архіві Росії в Москві зберігається рукопис під назвою «Опис гребенських козаків», який був опублікований М.О.Косвєнним. У цьому документі зазначено, що спочатку гребенські козаки жили за Тереком, в горах та ущелинах, таких як урочище Голого Гребеня, Павлова ущелина, гребінь і ущелина Кашлановська, а також біля Піменавського дуба, що розташовувався не нижче річки Балсур.
Цікаво, що до 1668 року гребенські козаки називалися «злодійськими» — вони не виконували регулярну службу для терських воєвод. Це підтверджується грамотою, виданою царем Олексієм Михайловичем князю Касбулату 27 серпня 1668 року, де йшлося про необхідність обережно ставитися до козаків при переплануванні Терського міста.
За словами В. Антоновича, вірно стверджується, що з давніх часів область Терека була густо населена козаками. Ще в XVI столітті, після того як Москва завоювала Рязанське князівство, багато рязанських козаків почали тікати на південь. Вони довго мандрували степами, і тільки в XVI столітті, коли Росія почала завойовувати Кавказ, їх виявили на Кабардинських землях. Це були так звані гребенські козаки. Крім них, на цих територіях також жили кізлярські та моздокські козаки, а на заході Терської області — козаки українського походження.
Наприкінці XVIII століття, під тиском горців, гребенські козаки були змушені переселитися на лівий берег Тереку, де заснували п’ять станиць, життя в яких поступово почало підпорядковуватися контролю російської влади. З березня 1721 року Гребенське військо підпорядковувалося Державній Військовій колегії, а також Астраханському губернатору та коменданту Кизлярської фортеці. Тепер всі чоловіки вважалися безстроковими службовцями. Якщо раніше козаки могли самостійно вирішувати, чи відгукнутися на заклики влади, то в XVIII столітті вони вже повинні були виконувати накази беззаперечно. В цей період почали визначатися обов’язки козаків та розміри платні за службу, яку держава виплачувала їм.
У 1744 році Астраханський губернатор повідомив, що хоча гребенські козаки й вважалися одними з найкращих військових, часто змінювали своїх отаманів, не маючи чіткої старшини, що призводило до безладу. Він помітив, що козаки ставляться до своїх отаманів з неповагою, вважаючи себе вільними й незалежними. Військове коло, де всі повнолітні козаки мали право голосу, вирішувало питання суду, обирало посадових осіб на річний термін, таких як військовий отаман, осавул, хорунжий. Рада старшин складалася з найбільш шанованих козаків.
В управлінні гребенських козацьких поселень переважав військовий лад: всі справи вирішувалися на станичних зборах. Козаки мали право голосу, і рішення, прийняті більшістю голосів, ставали обов'язковими. Станичний отаман, хоч і мав роль охоронця порядку, насправді не мав великих повноважень, тому збори часто супроводжувалися активними дискусіями та навіть конфліктами.
Уряд намагався ліквідувати такий тип самоврядування, зливши гребенців з підкореними терськими козаками. У 1745 році за указом Єлизавети Петрівни було вирішено об’єднати Гребенське і Терське війська та обрати одного незмінного отамана. Вибори станичних старшин на рік були скасовані, а новий порядок передбачав затвердження посадових осіб Військовою колегією. Отаман став більш потужною фігурою з необмеженими повноваженнями. Однак боротьба за отаманство в об’єднаному війську продовжувалась, і в 1754 році уряд був змушений тимчасово відновити деякі права гребенців на військове самоврядування.
З 1819 року, за наказом генерала А.П. Ермолова, у гребенському війську були скасовані виборчі посади військового отамана, осавула, прапороносця і дяка. Командиром війська, яке отримало статус полку, був призначений ротмістр Е.П. Ефімовіч. Це стало початком зміни способу життя гребенських козаків. Відтепер на козачих колах виникали чвари, зловживання, і навіть порушення майнових прав, що змусило владу ввести жорсткий контроль.
У 1820 році командир гребенців розробив нові «Постанови для Гребенського козачого війська», які регламентували організацію на рівні станиці. Було створено три інстанції для вирішення справ: станичний начальник, сход (загальні збори козаків) та суд почесних строковиків. У сходах мали право брати участь всі козаки, але голос мали лише ті, хто відзначався бездоганною поведінкою. Суд почесних строковиків складався з досвідчених козаків, які обиралися для вирішення важливих спорів.
З 1845 року, після реорганізації, Гребенський полк став частиною Кавказького лінійного козачого війська. Від того часу до самоврядування додався більш жорсткий бюрократичний контроль. Влада все більше втручалась у повсякденне життя козаків, встановлюючи правила щодо їхнього особистого життя, шлюбів і навіть майнових відносин. У 1859 році, після завершення військових дій на Кавказі, з утворенням Терської області, Гребенський полк перейшов у підпорядкування начальнику області та наказному отаману, який мав одночасно функції губернатора і командира дивізії.
На початку 1870-х років, після прийняття нових положень, скасовано будь-які регіональні особливості в управлінні козачими військами. З 1870 року були визнані єдині правила для всіх козацьких військ, що скасовували місцеві традиції самоврядування.
Таким чином, після довгого періоду автономії та вільного козацького самоврядування, в результаті поступових реформ та адміністративних змін, Гребенське військо втратило більшість своїх старих прав і функцій. Цей процес тривав протягом століття, а після реформ 1870-х років козаки мали обмежену самостійність на місцевому рівні, яка все більше підпорядковувалася загальній державній політиці.

## Джерело
http://irbis-nbuv.gov.ua/cgi-bin/irbis_nbuv/cgiirbis_64.exe?C21COM=2&I21DBN=UJRN&P21DBN=UJRN&IMAGE_FILE_DOWNLOAD=1&Image_file_name=PDF/Ms_2014_2(2.2)__11.pdf